# Powiat Miltenberg
Powiat Miltenberg (niem. Landkreis Miltenberg) – powiat w Niemczech, w kraju związkowym Bawaria, w rejencji Dolna Frankonia, w regionie Bayerischer Untermain.
Siedzibą powiatu Miltenberg jest miasto Miltenberg.

## Podział administracyjny
W skład powiatu Miltenberg wchodzi:
- siedem gmin miejskich (Stadt)
- jedenaście gmin targowych (Markt)
- 14 gmin wiejskich (Gemeinde)
- pięć wspólnot administracyjnych (Verwaltungsgemeinschaft)
- dwa[1] obszary wolne administracyjnie (gemeindefreies Gebiet)

Miasta:
| Lp. | Nazwa miasta        | Ludność (31.12.2011) | Powierzchnia km² |
| --- | ------------------- | -------------------- | ---------------- |
| 1   | Amorbach            | 3.914                | 50,90            |
| 2   | Erlenbach am Main   | 9.883                | 15,71            |
| 3   | Klingenberg am Main | 6.102                | 21,10            |
| 4   | Miltenberg          | 9.201                | 60,20            |
| 5   | Obernburg am Main   | 8.463                | 24,80            |
| 6   | Stadtprozelten      | 1.598                | 10,80            |
| 7   | Wörth am Main       | 4.838                | 15,90            |

Gminy targowe:
| Lp. | Nazwa gminy targowej | Ludność (31.12.2011) | Powierzchnia km² |
| --- | -------------------- | -------------------- | ---------------- |
| 1   | Bürgstadt            | 4.202                | 17,40            |
| 2   | Elsenfeld            | 8.847                | 24,40            |
| 3   | Escha                | 3.850                | 38,10            |
| 4   | Großheubach          | 5.003                | 19,00            |
| 5   | Kirchzell            | 2.291                | 63,90            |
| 6   | Kleinheubach         | 3.534                | 9,49             |
| 7   | Kleinwallstadt       | 5.763                | 15,80            |
| 8   | Mönchberg            | 2.521                | 24,20            |
| 9   | Schneeberg           | 1.787                | 16,60            |
| 10  | Sulzbach am Main     | 6.871                | 20,10            |
| 11  | Weilbach             | 2.241                | 27,30            |

Gminy wiejskie:
| Lp. | Nazwa gminy   | Ludność (31.12.2011) | Powierzchnia km² |
| --- | ------------- | -------------------- | ---------------- |
| 1   | Altenbuch     | 1.257                | 41,10            |
| 2   | Collenberg    | 2.488                | 26,60            |
| 3   | Dorfprozelten | 1.782                | 10,40            |
| 4   | Eichenbühl    | 2.602                | 31,20            |
| 5   | Faulbach      | 2.694                | 11,00            |
| 6   | Großwallstadt | 4.086                | 14,00            |
| 7   | Hausen        | 1.947                | 8,06             |
| 8   | Laudenbach    | 1.366                | 4,94             |
| 9   | Leidersbach   | 4.801                | 19,80            |
| 10  | Mömlingen     | 4.925                | 18,50            |
| 11  | Neunkirchen   | 1.477                | 19,70            |
| 12  | Niedernberg   | 4.944                | 15,60            |
| 13  | Röllbach      | 1.729                | 12,40            |
| 14  | Rüdenau       | 786                  | 4,01             |

Wspólnoty administracyjne:
| Lp. | Nazwa wspólnoty administracyjnej | Ludność (31.12.2011) | Powierzchnia km² | Liczba gmin |
| --- | -------------------------------- | -------------------- | ---------------- | ----------- |
| 1   | Erftal                           | 5.679                | 34,00            | 2           |
| 2   | Kleinheubach                     | 5.686                | 18,40            | 3           |
| 3   | Kleinwallstadt                   | 7.710                | 23,80            | 2           |
| 4   | Mönchberg                        | 4.250                | 36,60            | 2           |
| 5   | Stadtprozelten                   | 2.855                | 20,60            | 2           |

Obszary wolne administracyjnie:
| Lp. | Nazwa obszaru | Ludność (31.12.2011) | Powierzchnia km² |
| --- | ------------- | -------------------- | ---------------- |
| 1   | Forstwald     | niezamieszkany       | 4,11             |
| 2   | Hohe Wart     | niezamieszkany       | 4,68             |